# 長野県道419号関沢小沼線
長野県道419号関沢小沼線（ながのけんどう419ごう せきざわおぬません）は、長野県飯山市を走る一般県道。

## 概要

### 路線データ
- 起点：飯山市大字瑞穂字関沢（関沢交差点、長野県道38号飯山野沢温泉線交点）
- 終点：飯山市大字常盤字小沼（長野県道95号上越飯山線交点）

## 路線状況

### 道路施設
- 大関橋（千曲川・飯山市）

## 地理

### 通過する自治体
- 長野県
  - 飯山市

### 交差する道路
- 長野県道38号飯山野沢温泉線 - 飯山市大字瑞穂字関沢（関沢交差点、起点）
- 国道117号 - 飯山市常盤（大関橋西交差点）
- 長野県道95号上越飯山線 - 飯山市大字常盤字小沼（終点）